# Попівська волость (Миргородський повіт)
Попівська волость — адміністративно-територіальна одиниця Миргородського повіту Полтавської губернії з центром у містечку Попівка.
Старшинами волості були:
- 1900—1904 роках запасний унтер-офіцер Митрофан Васильович Кулеш[1],[2];
- 1913 року Василь Микитович Кисиль[3];
- 1915 року Михайло Іванович Ромодан[4].